# Quiet Riot
A Quiet Riot egy amerikai heavy metal zenekar, amely az 1983-as US Fesztiválon tört ki. Legismertebb számai a "Cum On Feel The Noize" és a "Metal Health". A zenekart 1973-ban alapította Randy Rhoads gitáros, és Kelly Garni basszusgitáros.

## Története

### Korai évek
A zenekart  1973-ban alapította meg Randy Rhoads gitáros, aki később Ozzy Osbourne első két szólóalbumán is gitározott, Kevin DuBrow énekes, Kelly Garni basszusgitáros, és Drew Forsyth dobos. Ez volt az eredeti Quiet Riot. A fiatal zenekar egy nagyon tehetséges, és nagyon összetartó baráti társaság volt. Bemutatkozó albumuk a Quiet Riot 21 március 1978-ben jelent meg. Ez az albumuk nem hozott sikert, úgy ahogy az azt követő Quiet Riot II sem.
1979-ben a zenekaron belül nagy viszálykodást eredményezett, hogy Randy Rhoads kilépett, annak érdekében, hogy csatlakozhasson a Black Sabbath-ból távozó Ozzy Osbourne épülő szólócsapatába. A barátság DuBrow és Rhoads között a Quiet Riot megszűnéséhez vezetett. Azonban a romokon egy új zenekar jött létre, méghozzá DuBrow szólócsapata, amely a DuBrow nevet kapta. Ennek a zenekarnak lettek tagjai Tony, és Carlos Cavazo. Dobosként Frankie Banali érkezett. Azonban Tony rövid idő elteltével kilépett, helyét Chuck Wright vette át.
1982-ben Rhoads repülőgép balesetben elhunyt. DuBrow ekkor átkeresztelte csapatát Quiet Riot-ra. Még ugyanebben az évben Spencer Proffer producer révén (aki a W.A.S.P. második, The Last Command albumát is producerelte) lemezszerződést kaptak. Az album 1983-ban jött ki, és a Metal Health nevet viseli. Az album felvételeit már Rudy Sarzo basszusgitárossal fejezték be.

### Áttörés a "Cum On Feel The Noize" dallal
DuBrow már fiatal korától kezdve rajongott a glam rock stílusú angol Slade zenekarért. A brit zenekar 1973-ban jelentette meg "Cum On Feel The Noize" című kislemezét. A Quiet Riot ezt a dalt földolgozta a Metal Health-ra. Kiadták kislemezként is. A Quiet Riot egyik legsikeresebb – ha nem épp a legsikeresebb – felvétele ez a dal.
1983-ban rendezték meg másodszorra az US Festival-t. A fesztivál négy napon keresztül ment. Első napon a new wave zenekarok, a másodikon a heavy metal előadók, a harmadik napon a Rock zenekarok, majd a negyedik napon a Country csapatok léptek föl. A heavy metal nap első koncertjét a Quiet Riot csinálta, nem is akármilyen sikerrel. A közönség hatalmas volt, és nem volt olyan ember aki ne tombolt volna. A koncerten természetesen előadták a "Cum On Feel The Noize"-t is. DuBrow a nyakába vette Cavazo-t aki így játszotta el a gitárszólót. A koncertet a "Metal Health" című dal zárta, amelyben megmutatkozott a zenekar előadó képessége is. A glam metal stílus egyik legnagyobb éllovasává vált a zenekar.

### Kései évek
A zenekar azt a sikert, amelyet a Metal Health-al értek el, soha nem tudták megismételni. A Condition Critical 1984-ben jelent meg. Erre az albumra szintén készítettek egy Slade feldolgozást, ezúttal a "Mamma We're All Crazy Now" című dalt vették elő. Az album megjelenése után a zenekar bomlásnak indult. Az album után Rudy Sarzo elhagyta a zenekart, helyét elődje, Chuck Wright vette át. A helyzetet az is súlyosbította, hogy DuBrow neki esett a sajtónak, és a korabeli rockbandáknak. Ezért társai kitették a zenekarból. 1987-ben egy hawaii koncert után egész egyszerűen ott hagyták a szállodában, míg ők jegyet vettek egy korábban induló gépre. Helyét Paul Shortino vette át, azonban az album nem lett sikeres. Később DuBrow visszatért, és a Quiet Riot ismét a régi lett. A klasszikus Quiet Riot már csak két albumot készített el: Alive and Well, és Guilty Pleasures címmel.
Az utolsó album 2006-ban jelent meg Rehab címmel. 2007. November 25-én Kevin DuBrow-t holtan találták Las Vegasi lakásán. A boncolás során megállapították, az énekes halálát kokaintúladagolás okozta. Kevin 52 évet élt. A Quiet Riot emiatt a tragédia miatt 2008 januárjában feloszlott. 2010.-ben aztán Frankie Banali dobos újjászervezte a zenekart Mark Huff énekessel, Alex Grossi gitárossal és Chuck Wright basszusgitárossal. 2012 januárjában nem publikált ok/okok miatt Banali megvált Hufftól, helyére Keith St John került. De ő aztán két hónapnál se kapott többet, a márciusi újabb váltás óta Scott Vokoun a Quiet Riot frontembere.
Metal Health című számuk a A pankrátor című filmben is felhangzik, amelynek főszerepéért Mickey Rourke 2009-ben Golden Globe-díjat kapott. A Come On Feel The Noize pedig a Grand Theft Auto című komputerjáték Vice City című részének egyik legjobb zenéje.

## Diszkográfia

### Stúdióalbumok
- Quiet Riot (1978)
- Quiet Riot II (1979)
- Metal Health (1983) – US #1., 6x Platina
- Condition Critical (1984) – US #15, 1x Platina
- QR III (1986) – US #31
- Quiet Riot (1988) – US #119.
- Terrifield (1993)
- Down To The Bone (1995)
- Alive And Well (1999)
- Guilty Pleasures (2001)
- Rehab (2006)

### Kislemezek
- "It's Not So Funny" (1977)
- "Slick Black Cadillac" (1979)
- "Metal Health" (1983) #31 Hot 100
- "Cum on Feel the Noize" (1983) #5 Hot 100
- "Slick Black Cadillac" (1983)
- "Mama Weer All Crazee Now" (1984) #51 Hot 100
- "Party All Night" (1984)
- "Winners Take All" (1984)
- "Bad Boy" (1984)
- "The Wild and the Young" (1986)
- "Twilight Hotel" (1986)
- "Stay with Me Tonight" (1988)
- "Little Angel" (1993)

## Tagok

### Klasszikus felállás
- Kevin DuBrow – ének (1973 – 1987; 1990 – 2007)
- Carlos Cavazo – gitár (1982 – 2004)
- Rudy Sarzo – basszusgitár (1978 – 1980; 1982 – 1985; 1987; 1997 – 2003)
- Frankie Banali – dobok (1982 – 2008)

### További tagok
- Chuck Wright – basszusgitár
- Drew Forsyth – dob (1973 – 1978)
- Randy Rhoads – gitár (1973 – 1978)
- Kelly Garni – basszusgitár (1973 – 1978)
- Kenny Hillery
- Paul Shortino – ének (1987 – 1990)
- Alex Grossi – gitár
- Sean McNabb – basszusgitár
- Neil Citron
- Tony Franklin
- Billy Morris
- Wayne Carver
- Tracii Guns
- Greg Leon
- Tony Cavazo – basszusgitár (1982)
- Gary Van Dyke – basszusgitár
- Juan Croucier
- Bobby Rondinelli – dob
- Jeff Naideau
- Jimmy Waldo